# 王臣 (成化進士)
王臣（1454年—？），字世賞，江西吉安府廬陵縣人，官籍。明朝政治人物。進士出身。

## 生平
順天府鄉試第三十三名。成化五年（1469年）乙丑科會試第二百八名，殿試登進士第二甲第六十二名，改庶吉士。成化七年，改翰林院編修。

## 家族
曾祖父王子善，贈按察使。祖父王仲起，曾任封按察使。父亲王槩，曾任大理寺卿。